# Lingua greca bizantina
Il greco bizantino è la varietà di lingua greca diffusasi nel corso del Medioevo nell'Impero bizantino ed in seguito in altri paesi come oggetto di studio. Fino all'età giustinianea ricevette influenze dal latino, all'epoca lingua ufficiale dell'Impero romano d'Oriente, e, successivamente, anche dagli idiomi slavi e neolatini (e in particolare dal francese e dal veneto, soprattutto in età basso-medievale).

## Storia
Il greco bizantino si iniziò a delineare ben prima della nascita di Costantinopoli, con la formazione della cosiddetta κοινή (koinè nella pronuncia antica, kinì in quella moderna) che presentava numerose semplificazioni rispetto agli idiomi parlati nell'antica Grecia delle poleis. La pronuncia dei bizantini corrispondeva già in larga misura a quella moderna.
La semplificazione più eclatante presente in greco bizantino è la mutazione della pronuncia con la prevalenza assoluta del suono "i". Quest'ultimo, sin dalla tarda età ellenistica, poteva infatti essere reso dal dittongo ει e dalle vocali η e ι (υι, οι e υ furono /y/ fino al X secolo). Inoltre, il dittongo αι veniva letto "e".
L'umanista che raccolse la pronuncia bizantina fu il tedesco Johannes Reuchlin. I greci oggi pronunciano il greco antico esattamente come il greco moderno. 
La pronuncia più antica (restituta o erasmiana), riscoperta grazie agli studi dello studioso olandese Erasmo da Rotterdam, è tuttora di gran lunga la più seguita fuori dalla Grecia. Ciononostante, le parole greche rimaste nella liturgia cattolica (per esempio l'invocazione Kyrie eleison, Κύριε ἐλέησον) vengono pronunciate seguendo la fonetica del greco bizantino. La pronuncia erasmiana è stata tuttavia superata dalle ricerche dei linguisti a partire dal XIX secolo, che hanno descritto con maggior precisione l'evoluzione della fonologia del greco.
Anche gli spiriti e i vari tipi di accento non si sentivano più nella pronuncia bizantina (da un processo iniziato nella koinè) e nel greco moderno sono stati finalmente eliminati soltanto nel 1982, con l'introduzione del sistema monotonico: nel greco moderno l'accento è solo quello acuto e si segna solo sui polisillabi, e su pochi monosillabi per distinguerli da omografi.